# جوزيف لي كارون
جوزيف لي كارون (بالفرنسية: Joseph Le Caron)‏ هو مبشر فرنسي، ولد في 1586، وتوفي في 29 مارس 1632 بسبب طاعون.